# Doubek (Kelet-prágai járás)
Doubek település Csehországban, a Kelet-prágai járásban. Doubek Mukařov, Babice, Škvorec, Štíhlice, Hradešín, Masojedy és Doubravčice településekkel határos. Lakosainak száma 475 fő (2024. január 1.).

## Népesség
A település lakosságának változását az alábbi diagram mutatja:
| Lakosok száma | 336  | 373  | 381  | 277  | 186  | 152  | 432  | 483  | 464  | 475  |
|               | 1869 | 1890 | 1921 | 1950 | 1980 | 2001 | 2017 | 2019 | 2022 | 2024 |